# Gaita zuliana
Sous-genres
Gaita marabina, gaita perijanera, gaita del sur del Lago, guajira, de la costa oriental del Lago
La gaita zuliana (souvent appelée simplement gaita) est un genre musical et une danse folklorique vénézuélienne, originaire de Maracaibo, dans l'État de Zulia. 

## Caractéristiques et histoire
Datant des années 1800, les gaitas sont nées de chansons improvisées dans les quartiers de Zulia où, comme le décrit Robert T. Carroll, « les gens se rassemblaient en cercle et s'encourageaient mutuellement à inventer les couplets d'une chanson. » La gaita incorpore divers instruments et rythmes issus de la musique espagnole, indigène et africaine. Selon Joan Coromines, elle pourrait provenir du mot gaits, le mot gothique pour « chèvre », qui est la peau généralement utilisée pour la membrane du tambour furro. Les autres instruments utilisés dans la gaita sont les maracas, le cuatro, la charrasca et la tambora.
Le style est devenu populaire dans tout le Venezuela dans les années 1960 et s'est fusionné avec d'autres styles tels que la salsa et le merengue dans les années 1970. Il ne faut pas le confondre avec la gaita escocesa, également connue sous le nom de gaita, qui signifie « cornemuse » en espagnol. Il s'agit d'un genre très particulier, très fortement chanté, avec le refrain chanté par plusieurs chanteurs, et avec des rythmes locaux, ce genre est le genre distinctif de Noël au Venezuela.
Bien que les gaitas soient le plus souvent entendues pendant la période de Noël, elles abordent des thèmes variés, allant de la romance à la politique, ce qui est corroboré par l'étude de Robert Carroll sur les paroles des gaitas. Cette notion est également corroborée par l'étude de Robert Carroll sur la façon dont les paroles des gaitas racontent l'histoire de Zulia, vue à travers la perception de leurs auteurs. Par exemple, les paroles « ainsi commença l'histoire/ de la gaita de mon peuple/ parce que lorsque cet homme noir l'a chantée/ il nous a donné son héritage et sa mémoire » dans la chanson Historia de la gaita mentionnent comment la gaita est née d'un esclave. Un autre exemple est Sentir Zuliano, une gaita qui, selon Robert Carroll, exprime une description sentimentale et poétique de ce que signifie, comme son nom l'indique, « se sentir zulien » . D'autres exemples incluent Lago de Maracaibo qui fait référence au boom pétrolier au Venezuela pendant les années 1960 avec des paroles telles que « Tus riquezas petroleras al mundo tiene asombrado » (« Vos richesses pétrolières étonnent le monde entier »).
Les gaitas et la politique vont de pair depuis de nombreuses années. Par exemple, pendant la présidence de Carlos Andres Perez, la chanson gaita Un ojo dimos (qui se traduit approximativement par « Nous avons sacrifié un œil »), dont les paroles décrivent comment, malgré le sacrifice que le peuple vénézuélien a dû faire pour élire Perez à la présidence, ce dernier n'a introduit que des lois qui profiteraient à l'élite politique. Lorsque Hugo Chavez est devenu président du Venezuela, la chanson Loco Chavez de Gran Coquivacoa contient des paroles telles que « pourtant nous voyons ici/que si nous parlons de fous/beaucoup de gens suivent maintenant le fou de la nation » dans laquelle Coquivacoa exprime son inquiétude quant aux conséquences de la présidence de Chavez pour le pays.
Parmi les groupes de gaita célèbres, citons Cardenales del Éxito, Rincón Morales, Estrellas del Zulia, Barrio Obrero, Gran Coquivacoa, Saladillo, Universidad de la Gaita, Koquimba, Melody Gaita et Maracaibo 15. Le groupe Guaco commence comme un groupe de gaita, mais il joue maintenant un style de musique unique et distinct, influencé par les rythmes euro-espagnols et afro-caribéens. Un chanteur important de la musique gaita zuliana est Ricardo Aguirre, « El Monumental de la Gaita » ou l'artiste monumental de la gaita.